# Erzsébetliget
Erzsébetliget Budapest városrésze a II. kerületben az egykori Pesthidegkút község területén.

## Fekvése
Határai: Paprikás-patak a Hidegkúti úttól – Vöröskővár utca – Honvéd utca – Hidegkúti út a Paprikás-patakig.

## Története
Pesthidegkútnak ezt a részét, amely az 1930-as években alakult ki, Erzsébettelekhez hasonlóan,  Erzsébet királynéról nevezték el.

## Főbb útvonalak
- Hidegkúti út (egy része)